# إيغور لوثر
ايغور لوثر (بالألمانية: Igor Luther) (و. 1942 – م) هو مصور سينمائي من سلوفاكيا. ولد في بانسكا بيستريتسا.

## وصلات خارجية
- إيغور لوثر على موقع IMDb (الإنجليزية)
- إيغور لوثر على موقع ألو سيني (الفرنسية)
- إيغور لوثر على موقع أول موفي (الإنجليزية)
- إيغور لوثر على موقع قاعدة بيانات الأفلام السويدية (السويدية)
- إيغور لوثر على موقع قاعدة بيانات الفيلم (الإنجليزية)
- إيغور لوثر على موقع كينوبويسك (الروسية)